# Eumerus auratus
Eumerus auratus là một loài ruồi trong họ Ruồi giả ong (Syrphidae). Loài này được Walker mô tả khoa học đầu tiên năm 1857. Eumerus auratus phân bố ở miền Đông phương